# Dicranomyia rufiventris
Dicranomyia rufiventris là một loài ruồi trong họ Limoniidae. Chúng phân bố ở miền Cổ bắc.